# Nijadali
Nijadali är ett australiskt språk som talades av 6 personer år 1990. Nijadali talas i Väst-Australien. Nijadali tillhör de pama-nyunganska språken.